# Franz Xaver Von Tomassich
Franz Xaver Von Tomassich (Rijeka, 2 de octubre de 1761 - Zadar, 12 de agosto de 1831) fue un barón croata, mariscal de campo del Imperio austríaco y primer gobernador del Reino de Dalmacia entre 1815 y 1831. 

## Biografía
Desde niño le atrajo la carrera militar y a los 15 años ingresó en la Academia Técnica Militar en Viena. En 1771 tras cinco años de estudios académicos con éxito y con excelentes calificaciones, se gradúa como ingeniero militar especializado en fortificaciones.
En 1793 se convierte en capitán y es destinado a la protección de la fortaleza de Quesnoy, sin embargo, durante la guerra entre Austria y la Francia revolucionaria, la fortaleza cae en manos de los franceses y es condenado a morir en la guillotina. 
Con la fin del reinado en Francia del terror y de la guillotina, consigue salvarse. Tomassich, hombre culto y refinado, fue muy apreciado por sus superiores en particular por el coronel del Castillo de Le Quesnoy, quien eleva al emperador Francisco I de Austria una mención especial por su valor en la defensa de la fortaleza. 
El Emperador Francisco I decide dar un impulso a las relaciones con el Zar y para ello destina a Tomassich a su embajada en San Petersburgo, donde sin embargo no dura mucho tiempo, porque su responsabilidad es unirse al ejército que Rusia envía a Italia para ayudar a en la lucha de Austria contra Napoleón. Se le asignó al Estado Mayor ruso durante la guerra de abril de 1800.
El 1 de abril de 1800 toma la iniciativa en la ofensiva sobre la fortaleza italiana de Bochetta y el puente de Fayl, durante el desarrollo de esta batalla es herido de gravedad, recibiendo metralla en el pecho, herida de la que milagrosamente y contra todo pronóstico se recupera. 
En 1801 es ascendido a coronel, y en mayo de 1802 recibe de manos de Alejandro I de Rusia una mención especial por el valor mostrado en la campaña italiana contra las fuerzas de Napoleón.
En 1802 es condecorado por el emperador Francisco I de Austria con la Cruz de la Orden de María Teresa por su heroísmo en la campaña napoleónica y en 1808 recibe el título de Barón. 
Derrotado el ejército austriaco en 1809, es ascendido a general de división y participa en las conversaciones de Viena, en las que se firma el Tratado de Schönbrunn. Este tratado establecía la cesión a Francia de grandes extensiones de territorio en Italia y la cesión de Croacia, Eslovenia y Dalmacia, constituyendo las Provincias Ilirias «al frente de las cuales fue designado como gobernador el general francés Henri-Gratien Bertrand.
En 1810 es nombrado comandante de la guarnición de Leopoldstadt, puesto que desempeña hasta su nombramiento como gobernador militar de la ciudad de Agran (Zagreb), ciudad estratégica por constituir frontera con los territorios franceses de Iliria, recientemente cedidos a Francia.
En 1813, los aliados derrotan al ejército francés en Leipzig, causando el hundimiento de Napoleón, es este el momento que el emperador austríaco esperaba para expulsar a los franceses.
En octubre de 1813, Tomassich con un ejército de 2.900 soldados marcha obre Knin y sitia la fortaleza. Las tropas francesas acantonadas se rinden el día 31. Luego Tomassich toma el camino de Zadar y sitia la ciudad defendida por el general francés Roizé. El 6 de diciembre, tras 34 días y varios días de intensos bombardeos la ciudad y la fortaleza capitulan. Dubrovnik es tomada el 27 de enero.
En 1813 el emperador le nombra gobernador civil y militar de Dalmacia, y en 1814 es ascendió a Teniente General. Durante los años que desempeña el cargo de gobernador (1813-1831) es muy popular, recordado y querido en Dalmacia y en el resto de Croacia, es por ello, por lo que es considerado uno de sus más apreciados héroes nacionales.
Soltero empedernido, falleció el 12 de agosto de 1831, a la edad de 70 años en Zadar, Croacia.